# 拉包保吉
拉包保吉（匈牙利語：Rábapaty），是匈牙利沃什州所辖的一个村，总面积21.41平方公里，总人口1752，人口密度81.8人/平方公里（2010年1月1日）。